# Epiphora damarensis
Epiphora damarensis är en fjärilsart som beskrevs av Schultze 1913. Epiphora damarensis ingår i släktet Epiphora och familjen påfågelsspinnare. Inga underarter finns listade i Catalogue of Life.